# Joan Jameson
Joan Jameson (4 octobre 1892 - 22 septembre 1953) est une artiste irlandaise, connu pour ses peintures de natures mortes, de personnages et de paysages.

## Biographie
Joan Moira Maud naît le 4 octobre 1892, à Londres. Elle est l'aînée des deux filles de Sir Richard John Musgrave, 5e baronnet, et de Jesse Sophia. Sa mère est la fille de Robert Dunsmuir. Joan fait ses études à la maison et étudie l'art à Paris à l'Académie Julian.
Le 11 juin 1920, elle épouse Tom Jameson de Rock House, Ardmore dans le comté de Waterford. Le couple vit à Londres jusqu'en 1929 et, à la mort de Sir Richard, ils retournent à Tourin, Waterford. Elle se rend régulièrement à Londres qui offre un plus grand choix de lieux d'exposition. Dans les années 50, le couple déménage de Tourin à Rock House. Elle faisait partie d'un grand cercle social comprenant ses proches amis artiste Norah McGuinness et l'écrivain Molly Keane, qui lui rend visite à Waterford. Le couple a deux fils, William Shane Musgrave et Julian Richard Musgrave.
Elle meurt le 22 septembre 1953 et est enterrée à Ardmore. Le sculpteur Seamus Murphy sculpte sa pierre tombale, qui comprend une palette et des pinceaux.

## Carrière artistique
Les œuvres de Jameson sont exposées dans trois galeries londoniennes : Goupil & Cie, la Redfern Gallery et les Leicester Galleries. Celles-ci comprennent des expositions personnelles en 1933 et 1937, lorsque soixante de ses peintures ont été exposées. A Dublin, elle expose avec la Society of Dublin Painters de 1938 à 1948. Elle est une artiste prolifique et considérée comme talentueuse, recevant une attention critique à partir de 1943. À cette époque, elle est présentée à l'Irish Exhibition of Living Art de 1943 à 1953. Edward Sheehy, un critique qui écrit pour le Dublin Magazine, note qu'elle a « du courage et de la distinction ». Eric Newton sélectionne certaines de ses œuvres pour l'exposition Living Art en 1951. Elle est présentée à l'exposition d'art contemporain irlandais de 1953 à Aberystwyth au pays de Galles. Une rétrospective de son travail est présentée à l'exposition irlandaise d'art vivant en 1954, avec des œuvres d'art prêtées par son mari et ses amis. Son travail est exposé dans une rétrospective de 1989 à la Crawford Art Gallery et à la Royal Hibernian Academy,.